# 卒業検定

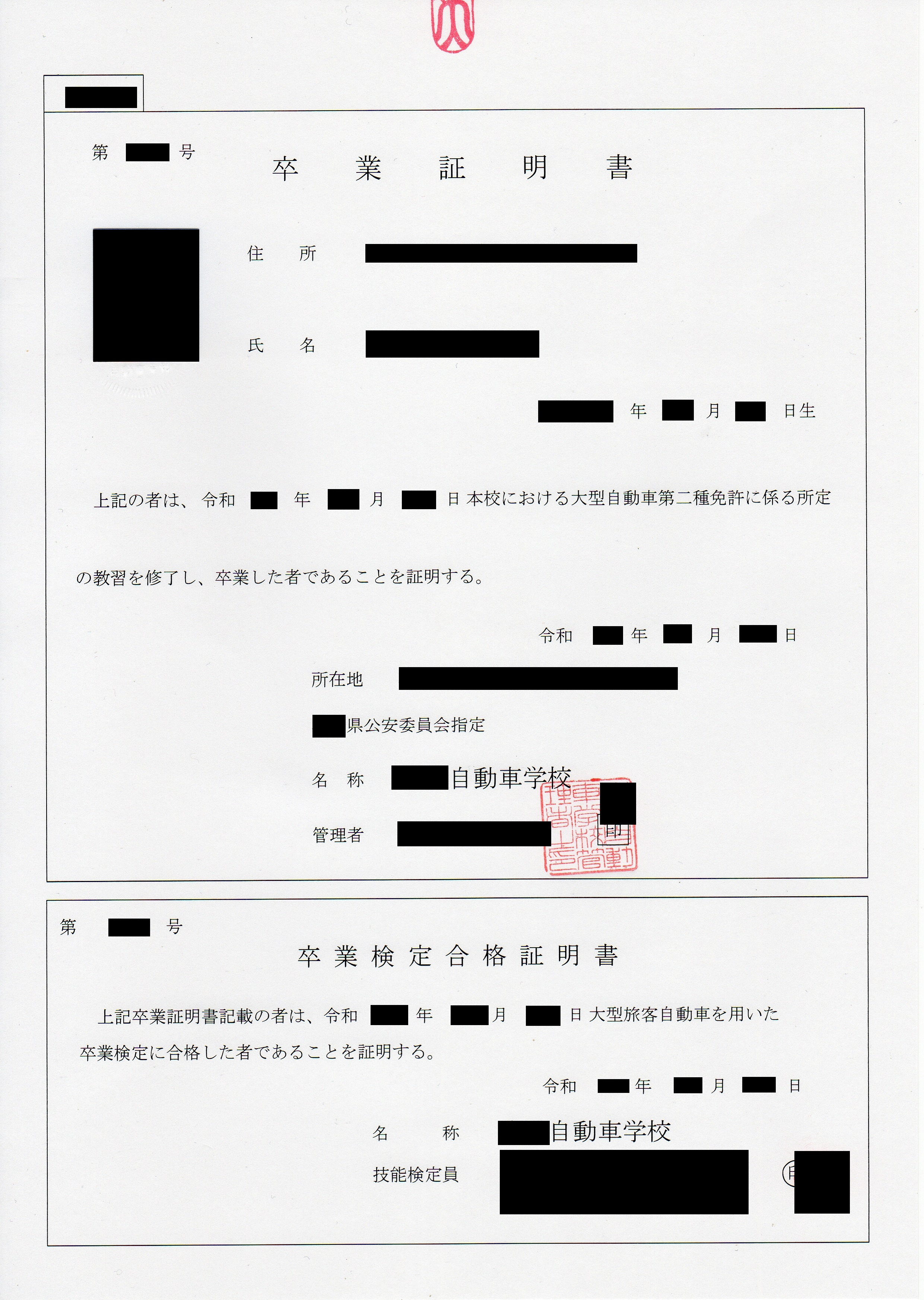
卒業検定に合格した際に発行される卒業証明書

卒業検定（そつぎょうけんてい）とは、運転免許を取得するために、指定自動車教習所を卒業する際に、最後に必ず行われる技能に関する試験の名称である。道路交通法第99条の5の規定に基づき実施される。略称は卒検（そつけん）。
この試験に合格すると、指定自動車教習所を卒業したことになり、指定自動車教習所から卒業証明書が交付される。卒業検定合格日から起算して1年以内に卒業証明書を運転免許試験場に持参すれば、道路交通法第97条の2第2項の規定により運転免許試験場での技能試験が免除される。
ただし、有効期間内に適性試験や学科試験に合格しなければ、教習所からやり直しするか、あるいは一発試験を受験する事になる。

## 概要
すべての教習を終了し、みきわめに合格したら受験資格が得られる。卒業検定は運転免許試験場での技能試験（一発試験）に準じた要領で実施される。
- 得点および採点
  - 採点方法は修了検定とほぼ同じ。この欄では、持ち点と合格得点のみを記す。
  - 得点は最初に個々の持ち点として100点ある。そこから減点方式[2]で採点し、検定終了時に総合得点が70点（第二種免許は80点）以上[3]あれば合格となる。検定課題と採点基準は、道路交通法施行規則に基づく警察庁の通達が基準となっている。
  - 試験は運転だけではない。車への乗り降りも採点対象である。周囲の安全を確認せずに乗り降りすると減点される。
- 内容
  - 大型自動車・中型自動車・準中型自動車・普通自動車の場合、最初(普通一種・準中型のみ最後)の縦列駐車または方向変換が（第二種免許は更に鋭角も含まれる）所内で行われる他は、全て路上（公道）で実施される。
  - 自動二輪車、牽引（けん引）自動車、大型特殊自動車の場合は仮免許が存在しないため、技能教習・卒業検定はすべて所内で実施される。
  - 自動二輪車の場合、検定員が塔などの高所から採点する方法と車の助手席に同乗したり受験生とは別のバイクを運転して後方から追尾する方法などが行われている。
  - また自動二輪車の場合は法規走行と課題走行があり教習所によっては、まとめて行う場合と法規走行で減点超過をしていない者に課題走行をする二部構成と方法が異なる。

### 検定課題
普通自動車免許、準中型自動車免許の場合、路上試験は、前半は試験説明で指定されたコースを走行する。2012年3月までは後半は自分で設定した終了地点までの経路を地図と照らし合わせて検定員に示した上で検定員の指示を受けずに自分だけの運転で走行（自主経路設定）したが、4月から廃止され、代わりに路端への停車及び発進が施行された。
所内試験は、縦列駐車か方向転換（右バックまたは左バック）の合計3項目のうち1項目（教習所の方針によって縦列駐車と方向転換の両方を行うこともある）、事前に指定されている方を行う。ただし、この3項目すべてができるようにならないと「みきわめ」に合格できない（卒業検定の受験資格を得られない）ので、すべて習得する必要がある。
- 大型自動車・中型自動車の課題
  - 路上走行
  - 方向変換または縦列駐車
  - 後方間隔（後退して車体後部の中央部分と後方障害物との距離を50cm以内で停止。方向変換または縦列駐車が完了後、再び後退して続けて行う。）
- 大型特殊自動車の課題
  - 踏切
  - 方向変換
- 牽引自動車の課題
  - S字
  - 踏切
  - 方向変換
- 自動二輪車（大型自動二輪車、普通自動二輪車）の課題
  - S字、クランク
  - 坂道発進
  - 踏切
- 二輪特別課題
  - 急制動（大型自動二輪車と普通自動二輪車（普通自動二輪車小型限定は除く）は40km/hで11m（湿潤時14m）以内、普通自動二輪車小型限定は30km/hで8m（湿潤時11m）以内で停止）
  - 一本橋（大型自動二輪車は10.0秒以上、普通自動二輪車（普通自動二輪車小型限定は除く）は7.0秒以上、普通自動二輪車小型限定は5.0秒以上で通過）
  - スラローム（大型自動二輪車は7.0秒以内、普通自動二輪車（普通自動二輪車小型限定は除く）は8.0秒以内で通過。普通自動二輪車小型限定はスラロームなし）
  - 波状路（大型自動二輪車は5.0秒以上で通過。普通自動二輪車と普通自動二輪車小型限定は波状路なし）
- 第二種運転免許（大型・中型・普通）の課題
  - 路上走行および駐停車禁止場所および指定場所への停車措置（大型・中型自動車は駐停車禁止場所への停車は行わない）及び目標物にドアを合わせての停車措置(普通車は後部ドア、中型・大型は中央付近のドア)
  - 鋭角（最低1回以上、最大でも3回以下の切り返しで通過を行う）
  - 方向変換または縦列駐車
  - 後方間隔（大型・中型自動車のみ。後退して車体後部の中央部分と後方障害物との距離を50cm以内で停止。方向変換または縦列駐車が完了後、再び後退して続けて行う。）
  - 転回（普通第二種免許のみ）

### 備考
大型特殊自動車第二種免許およびけん引第二種免許は、道路交通法施行規則別表第四に教習に関する規定が存在しないため、指定自動車教習所で教習及び技能検定は行われていない。したがって必ず運転免許試験場での技能試験（一発試験）を受験して合格しなければ、免許を取得することができない。

## その他
通常、路上教習では「仮免許練習中」の標識を付けるが、卒業検定では使われずに代わりに「運転技能検定中」などの標識が掲げられる。また車の上部や側面に「検定中」と示すこともある。
検定の日程も普通は平日（午前に試験の説明、実施、合格発表、午後に卒業式、免許申請のやり方の説明）が一般的であるが、教習所によっては午後に検定を行うところもあったり、土日祝日も行っていたりするところもある。
自動二輪車と大型特殊一種（教習所によって異なる）以外の車種は公平性を保つために受験者と試験官（検定員）の他に他の受験者を乗せ実施するのが義務づけられている。また、教習所によっては指定地点まで試験官（検定員）が運転する教習所もある。